# Championnat d'Australie de football 1995-1996
Navigation
Saison précédente Saison suivante
La saison 1995-1996 du Championnat d'Australie de football est la vingtième édition du championnat de première division en Australie.
La NSL (National Soccer League) regroupe douze clubs du pays au sein d'une poule unique, où ils s'affrontent trois fois au cours de la saison régulière. Le titre se dispute entre les six premiers de la première phase par le biais des play-off. Il n'y a ni promotion, ni relégation en fin de saison.
C'est le club de Melbourne Knights, tenant du titre, qui remporte la compétition après avoir battu lors du Grand Final Marconi Fairfield. C'est le deuxième titre de champion d'Australie de l'histoire du club.
Melbourne Zebras, Parramatta Eagles et Heidelberg United ont été exclus de la National Soccer League à la fin de la saison précédente et ont été remplacés par les formations de Canberra Cosmos et de Newcastle Breakers, qui fait son retour après un an passé en championnat d'État.

## Les clubs participants
| - Marconi Fairfield - Wollongong Wolves - Adelaide City FC - Morwell Falcons - Sydney Olympic FC - Brisbane Strikers FC | - Canberra Cosmos - Promu en National Soccer League - South Melbourne FC - Melbourne Knights - Newcastle Breakers - Promu en National Soccer League - Sydney United - West Adelaide SC |

## Compétition

### Phase régulière
Le barème utilisé pour établir le classement est le suivant :
- Victoire : 3 points
- Match nul : 1 point
- Défaite : 0 point

| Rang | Équipe               | Pts | J  | G  | N  | P  | Bp | Bc | Diff |
| ---- | -------------------- | --- | -- | -- | -- | -- | -- | -- | ---- |
| 1    | Marconi Fairfield    | 60  | 33 | 17 | 9  | 7  | 58 | 35 | +23  |
| 2    | Melbourne KnightsT   | 59  | 33 | 17 | 8  | 8  | 50 | 28 | +22  |
| 3    | Sydney Olympic FC    | 59  | 33 | 17 | 8  | 8  | 55 | 41 | +14  |
| 4    | Brisbane Strikers FC | 57  | 33 | 17 | 6  | 10 | 54 | 35 | +19  |
| 5    | Adelaide City FC     | 54  | 33 | 15 | 9  | 9  | 65 | 40 | +25  |
| 6    | Sydney United        | 54  | 33 | 14 | 12 | 7  | 47 | 33 | +14  |
| 7    | West Adelaide SC     | 53  | 33 | 16 | 5  | 12 | 49 | 43 | +6   |
| 8    | South Melbourne FCC  | 46  | 33 | 14 | 4  | 15 | 50 | 56 | -6   |
| 9    | Canberra CosmosP     | 35  | 33 | 8  | 11 | 14 | 48 | 61 | -13  |
| 10   | Morwell Falcons      | 35  | 33 | 9  | 8  | 16 | 35 | 65 | -30  |
| 11   | Wollongong Wolves    | 20  | 33 | 5  | 5  | 23 | 31 | 63 | -32  |
| 12   | Newcastle BreakersP  | 17  | 33 | 4  | 5  | 24 | 35 | 77 | -42  |

|  | Qualification pour les play-off                                                            |
|  | Relégation en championnat régional                                                         |
|  | T: Tenant du titre C: Vainqueur de la Coupe d'Australie P: Promu en National Soccer League |

### Play-offs
|          | Premier tour         | Premier tour                    | Premier tour     |                                                                                                |  | Demi-finale      | Demi-finale       | Demi-finale | Demi-finale |  |  | Petite finale     | Petite finale |  |  | Finale            | Finale      |
|          |                      |                                 |                  |                                                                                                |  |                  |                   |             |             |  |  |                   |               |  |  |                   |             |
|          |                      |                                 |                  |                                                                                                |  | 5 et 11 mai 1996 |                   |             |             |  |  |                   |               |  |  |                   |             |
|          |                      |                                 |                  |                                                                                                |  | 2                | Melbourne Knights | 1           | 2           |  |  |                   |               |  |  |                   |             |
|          |                      |                                 |                  |                                                                                                |  | 1                | Marconi Fairfield | 0           | 2           |  |  |                   |               |  |  | 26 mai 1996       | 26 mai 1996 |
|          |                      |                                 |                  |                                                                                                |  |                  |                   |             |             |  |  |                   |               |  |  | Marconi Fairfield | 1           |
|          | 5 et 12 mai 1996     | 5 et 12 mai 1996                | 5 et 12 mai 1996 |                                                                                                |  |                  |                   |             |             |  |  | 19 mai 1996       | 19 mai 1996   |  |  | Melbourne Knights | 2           |
|          | Adelaide City FC     | 2                               | 1                |                                                                                                |  |                  |                   |             |             |  |  | Marconi Fairfield | 4             |  |  |                   |             |
|          | Sydney Olympic FC    | 0                               | 0                |                                                                                                |  |                  | 15 mai 1996       | 15 mai 1996 |             |  |  | Adelaide City FC  | 1             |  |  |                   |             |
|          |                      |                                 |                  |                                                                                                |  |                  | Adelaide City FC  | 1           |             |  |  |                   |               |  |  |                   |             |
|          | 5 et 11 mai 1996     | 5 et 11 mai 1996                | 5 et 11 mai 1996 |                                                                                                |  |                  | Sydney United FC  | 0           |             |  |  |                   |               |  |  |                   |             |
|          | Sydney United FC     | 2                               | 2                |                                                                                                |  |                  |                   |             |             |  |  |                   |               |  |  |                   |             |
|          | Brisbane Strikers FC | 0                               | 1                |                                                                                                |  |                  |                   |             |             |  |  |                   |               |  |  |                   |             |
|          |                      |                                 |                  | \| Légende: \| \| Progression de l'équipe défaite \| \| Progression de l'équipe victorieuse \| |  |                  |                   |             |             |  |  |                   |               |  |  |                   |             |
| Légende: |                      | Progression de l'équipe défaite |                  | Progression de l'équipe victorieuse                                                            |  |                  |                   |             |             |  |  |                   |               |  |  |                   |             |

## Bilan de la saison
| Championnat d'Australie de football 1995-1996 |                              |
| Champion                                      | Melbourne Knights (2e titre) |
| Coupes et trophées                            |                              |
| Vainqueur de la Coupe d'Australie 1995-1996   | South Melbourne FC           |
| Promotions et relégations                     |                              |
| Promus en Championnat d'Australie de football | Perth Glory                  |
| Promus en Championnat d'Australie de football | Collingwood Warriors         |
| Relégués                                      | Aucun                        |